# Telia Eesti

Telia Eesti anciennement  Eesti Telekom est une entreprise estonienne de télécommunications du groupe Telia.
Elle fait partie de l'indice S&P/IFCG Extended Frontier 150, représentant la performance de 150 des principales capitalisations boursières des marchés frontières.

## Historique
Eesti Telekom est devenue Telia Eesti en 2016.